# 佩德罗·巴勃罗·库琴斯基
佩德罗·巴勃罗·库琴斯基·戈达尔（西班牙語：Pedro Pablo Kuczynski Godard，西班牙語：[kuˈtʃinski ɣoˈðarð]；1938年10月3日—），秘鲁经济学家、政治家，曾任秘鲁总理及秘魯總統。
库琴斯基为波兰猶太人和法国混血后裔，1999年入籍美国，2015年放棄美國國籍。2016年他作为秘鲁人变革的总统候选人参加总统选举，在第一轮中获得21.04的得票率名列第二位，与藤森惠子进入第二轮对决，最終得票率50.12%，藤森惠子則得票49.88%，因此他以些微票數勝出，當選總統。

## 童年和青年时期
他的父亲是马克西姆·库琴斯基，一个德裔和波兰裔的德国医生，他是医治暑瘟的先锋，也是一位参加过第一次世界大战的退役军人。因为他的医学才能，从1930年代中期他跟他的家一起安家在秘鲁亚马逊。在那儿，他担任圣保罗麻风诊所的主任医师，因此佩德罗·巴勃罗长住在洛雷托大区的伊基托斯。后来，他的父亲一边在利马的国立圣马尔科斯大学担任热带医学教授,一边在卫生部公共卫生处担任处长。
他的母亲是玛德琳·戈达拉，一个法国瑞士籍老师和艺术家，将他带入艺术和音乐领域。母亲那边的亲戚，佩德罗·巴勃罗·库琴斯基的表兄是 - 吕克·戈达尔，一位瑞士法国籍的«法国新浪潮»的导演。
他在利马的马克姆学校上过学。然后，在英格兰的罗塞尔学校毕业。在毕业以后，他进入了瑞士的音乐学院。也在英国的音乐皇家学院里， 他学习了作曲，钢琴和长笛。
获得奖学金后，他在英国牛津大学埃克塞特学院学习哲学、经济学、政治学，1959年取得学士学位。后来，在1961年，他在美国普林斯顿大学的伍德罗·威尔逊公共和国际事务学院完成了经济学硕士学位。

## 职业生涯
他曾在世界各地的私营部门工作。1977年至1980年间，他在西非矿业部门工作，开始从事工业部门。他曾经是几家公司的董事会的成员：太平洋钢铁投资股份公司（1992-1995）、岩浆铜业（1995-1996）、Edelnor 电力公司（1996-1999）、丰田汽车公司（1996-2001）、阿根廷钢铁公司（1996-2001）、中华民国台湾基金（1983-2001）、信用瑞士第一波士顿银行（1992-1996）、泰纳瑞斯公司（2003-2004）、南方秘鲁铜业公司（2003-2004）、钢铁生产商Ternium （纽约证券交易所）（2007-）、巴克斯约翰斯顿啤酒公司（2008-2015）、秘鲁Exalmar渔业公司（2014-2015）。库琴斯基参加了1988年在奥地利举行的彼尔德伯格集团会议。

## 政治生涯
在亚历杭德罗·托莱多的总统竞选期间，他担任编写《政府计划》的负责人。2001年托莱多胜选后，他被委任为经济财务部长。
库琴斯基是经济财务部长的时候，为了实现政府经济政策的目标，他跟国际货币基金组织签署了一些协定。但几次受到前总统阿兰·加西亚·佩雷斯批评。
因为在阿雷基帕区电力公司的私有化，而增长社会抗议活动，迫使库琴斯基在2002年七月十一日辞掉经济财务部长的职位。在2004年二月十六日，他重返经济财务部长的职位。在2005年8月16日他被任命为秘鲁总理，任命费尔南多·萨瓦拉接任经济财务部，从那时到2006年7月担任着总理的职位。

## 2011年秘鲁总统大选
库琴斯基代表争取变革秘鲁人党参加总统选举。他的对手是基督教人民党，秘鲁人道主义党，国家重建党和秘鲁进步联盟。他在投票中排名第三。2011年6月5日，他的对手奥良塔·乌马拉和藤森惠子进入第二轮。在这个第二轮，奥良塔·乌马拉当选秘鲁总统。

## 2016年秘鲁总统大选
作为秘鲁人变革党的候选人参加2016年秘鲁大选是库琴斯基第二次参加总统选举。他跟副总统候选人前莫克瓜大区区长马丁·比斯卡拉和第二副总统候选人前经济财务部长梅塞德斯·阿拉斯参加总统选举。他的专业团队是前劳动部长胡安·谢泼特、企业家佩德罗·奥拉切亚、经济学家阿尔弗雷多·索恩等人。在2016年4月10日的大选，他进入第二轮，他以些微差距险胜广泛阵线党的候选人维罗妮卡·门多萨。在第二轮，他与人民力量党的候选人藤森惠子较量中，他以50.124％票获胜。

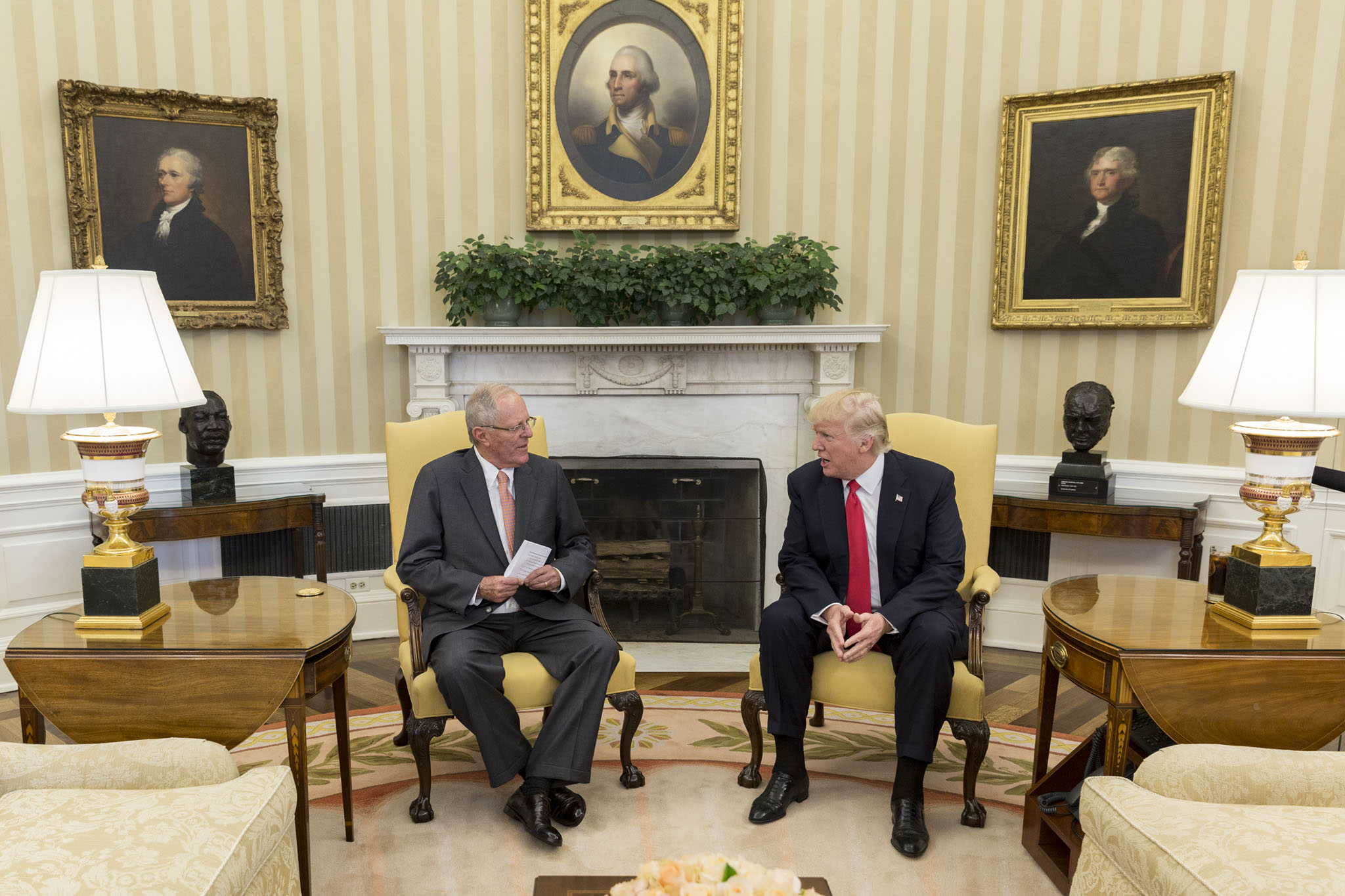
2017年2月24日库琴斯基在椭圆形办公室与美国总统唐纳德·特朗普会面

## 公益活动
他创立《净水》非政府组织，旨在帮助乡村的政府融资饮用水和下水道项目，还教育人们关于饮用水的好处、善用、价值和卫生。在安卡什大区、阿雷基帕区、拉利伯塔德大区的很多社区成功实现了这个项目。

## 弹劾与辭職
2017年12月21日，秘鲁国会接受反对党弹劾库琴斯基的动议，但是弹劾案因未获三分之二多数赞成而遭到否决。国会在2018年3月15日再次接受动议，启动弹劾程序。
3月21日，庫琴斯基遭到揭發以利馬工程決定權行賄人民力量的前總統藤森謙也之子藤森健二換取對方反對彈劾案而宣佈辭職，同時他否认腐败指控。3月23日，秘鲁国会接受库琴斯基辞职的决定，由秘鲁第一副总统马丁·比斯卡拉接任总统职务。
库琴斯基所涉腐败指控由邻国巴西的反腐调查牵出，巴西在2014年启动“洗车行动”，逐渐挖出巴西石油公司、奥德布雷希特公司等企业海内外行贿内幕。奥德布雷希特公司前高级主管供认，这家企业十多年前向库琴斯基时任董事会主席的私人咨询公司支付78.2万美元。这些款项关联秘鲁一些建设项目的特许权，库琴斯基当时担任政府经济和财政部长。库琴斯基卸任總統後因涉嫌洗钱一度被判审前羁押。